# Lijst van burgemeesters van Leusden
Dit is een lijst van burgemeesters van de Nederlandse gemeente Leusden in de provincie Utrecht.
| Ambtsperiode | Naam burgemeester                                            | Partij of stroming | Bijzonderheden                                 |
| ------------ | ------------------------------------------------------------ | ------------------ | ---------------------------------------------- |
| 1819 - 1863  | Carel van Diepenheim Scheltus                                |                    | eerst schout                                   |
| 1863 - 1868  | mr. Ernest Louis baron van Hardenbroek van Lockhorst         | conservatief       |                                                |
| 1868 - 1884  | Godert Jan baron van Hardenbroek van Ammerstol               |                    | broer van zijn voorganger                      |
| 1884 - 1892  | mr. Hendrik Johan Herman baron van Boetzelaar van Oosterhout |                    |                                                |
| 1892 - 1913  | mr. A.J. de Beaufort                                         |                    | schoonzoon van E.L. baron van Hardenbroek      |
| 1913 - 1947  | jhr.dr. J.K.H. de Beaufort                                   |                    | deels waarnemend                               |
| 1947 - 1956  | M.J.E. Kwint                                                 |                    |                                                |
| 1956 - 1959  | C.F. de Roo van Alderwerelt                                  | CHU                | was waarnemend burgemeester van o.a. Oudenrijn |
| 1959 - 1968  | Albert (A.F.H.) Buining                                      |                    | vanaf 1966 waarnemend                          |
| 1968 - 1970  | Frits (F.J.H.) Schneiders                                    | CHU                |                                                |
| 1970 - 1977  | A.H. van der Post                                            | KVP                | was burgemeester van IJsselstein               |
| 1977 - 1987  | Jan (J.W.M.) Rademaker                                       | KVP / CDA          | was burgemeester van Stad Delden               |
| 1987 - 1997  | Fons (A.L.W.J.) Panis                                        | CDA                | was burgemeester van Maartensdijk              |
| 1997 - 2008  | Kees Jan (C.J.G.M.) de Vet                                   | CDA                |                                                |
| 2008 - 2009  | Jan Broekhuis                                                | VVD                | waarnemend                                     |
| 2009 - 2016  | Annemieke (A.) Vermeulen                                     | VVD                | [ 1 ]                                          |
| 2016 - 2017  | Margreet (M.) Horselenberg                                   | PvdA               | waarnemend                                     |
| 2017 - heden | Gerolf (G.J.) Bouwmeester                                    | D66                | [ 3 ] [ 4 ]                                    |
| 2023 - 2024  | Frans (F.Th.J.M.) Bouwmeester                                | VVD                | waarnemend                                     |